# Koen Ridder
Koen Ridder (Haarlem, 14 maart 1985) is een Nederlands badmintonspeler die zowel in het dubbel- als in het enkelspel kan spelen. Ridder werd verkozen tot voorzitter van de Atletencommissie van de Badminton Wereld Federatie voor een periode van vier jaar vanaf mei 2015.

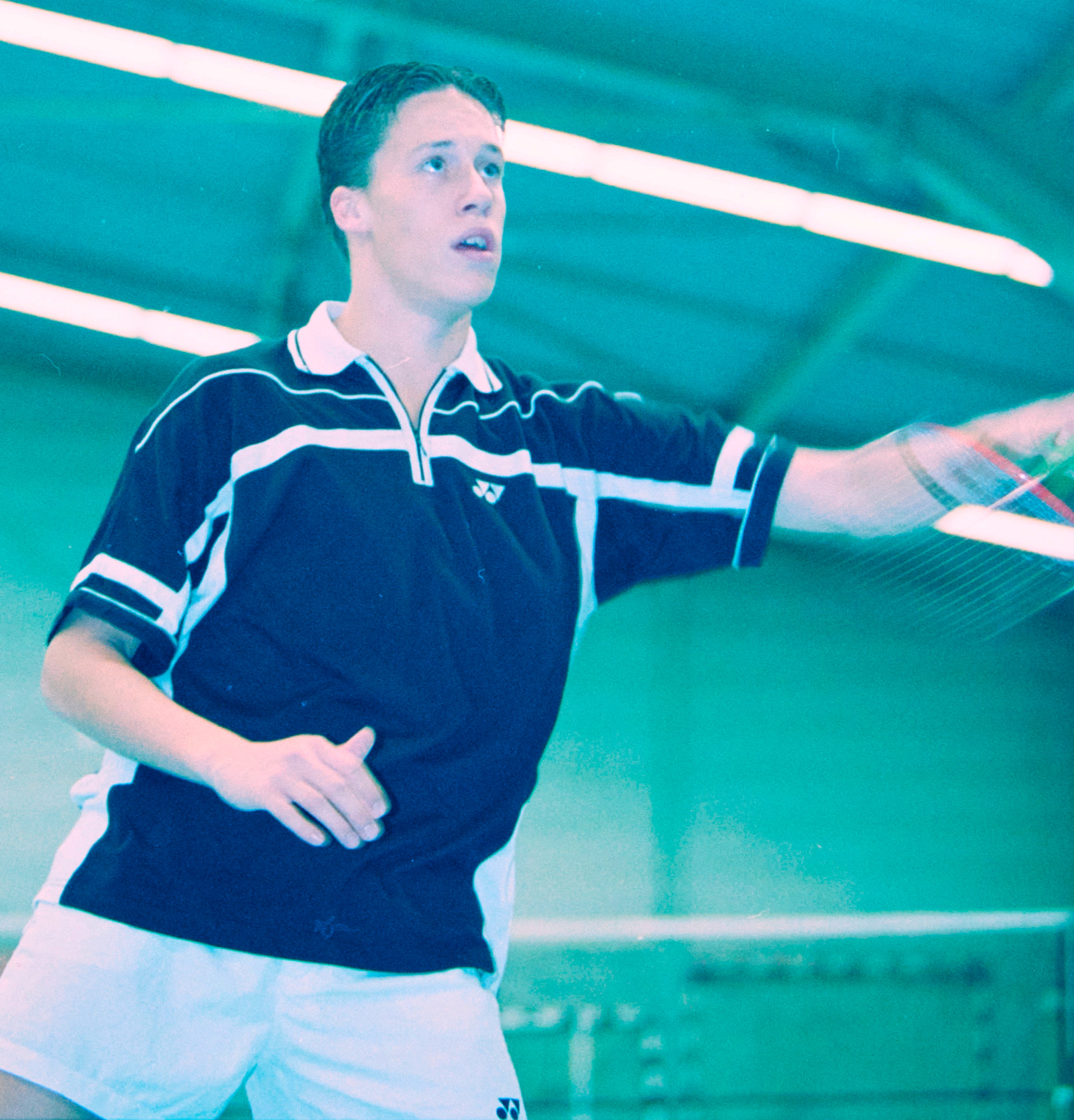
Koen Ridder in 2002

Als dubbelspeler won Ridder zijn eerste internationale titel op de Portugal International 2007. Hierop volgde in 2009 de Belgische Internationale-titel. Hierna volgden nog diverse titels. Hij behaalde zijn persoonlijk beste plek op de wereldranglijst in 2009, toen hij op nr. 22 stond. Ridder stopte in 2014 als professioneel badmintonspeler nadat hij meer dan tien jaar op internationaal niveau Nederland vertegenwoordigde. Hij maakte ook jarenlang deel uit van de selectie van badmintonclub Duinwijck in de Nederlandse Eredivisie.

## Erelijst
2006:
- Tweede bij de Nederlandse kampioenschappen badminton dubbelspel met Jordy Halapiry

2007:
- Tweede bij de Nederlandse kampioenschappen badminton dubbelspel met Ruud Bosch

2008
- Winnaar Portugal International herendubbel met Ruud Bosch
- Tweede Norwegian International herendubbel met Ruud Bosch

2009
- Nederlands kampioen herendubbel met Ruud Bosch
- Tweede Dutch International herendubbel met Ruud Bosch
- Winnaar Belgian International herendubbel met Ruud Bosch

2010
- Winnaar Canada International herendubbel met Ruud Bosch
- Winnaar Slovenian International herendubbel met Ruud Bosch
- Tweede Spanish International herendubbel met Ruud Bosch

2011
- Nederlands kampioen herendubbel met Ruud Bosch

2012
- Winnaar Belgian International herendubbel met Pool Adam Cwalina
- Winnaar Norwegian International herendubbel met Ruud Bosch

2013
- Nederlands kampioen herendubbel met Ruud Bosch
- Tweede Swedish International herendubbel met Ruud Bosch
- Winnaar Peru International herendubbel met Ruud Bosch
- Winnaar Tahiti International herendubbel met Ruud Bosch

2014
- Winnaar Norwegian International herendubbel met Fin Anton Kaisti